# Marian Kryszewski
Marian Witold Kryszewski (ur. 17 marca 1925 w Toruniu, zm. 5 października 2005 w Łodzi) – profesor Uniwersytetu Mikołaja Kopernika w Toruniu i Politechniki Łódzkiej. Specjalista od chemii i fizyki polimerów, twórca szkoły naukowej fizyki i fizykochemii polimerów na Wydziale Chemicznym Politechniki Łódzkiej i w Centrum Badań Molekularnych i Makromolekularnych PAN w Łodzi.

## Życiorys

### Edukacja i początki pracy naukowej
Marian Kryszewski urodził się w rodzinie inteligenckiej, w Toruniu. W 1937 r. rozpoczął naukę w Liceum im. Mikołaja Kopernika w Toruniu. Edukację w liceum przerwał wybuch II wojny światowej, lecz uczył się dalej prywatnie. W okresie okupacji był więziony i zesłany do obozu pracy.
Dzięki samokształceniu i kontynuacji nauki na lekcjach prywatnych zaraz po wojnie, w lipcu 1945 zdał maturę i wkrótce rozpoczął studia na Wydziale Astronomii, Fizyki i Chemii Uniwersytetu Mikołaja Kopernika (UMK). Otrzymał indeks z numerem 1 tego wydziału. Na III r. studiów został zatrudniony na UMK jako zastępca asystenta. W 1950 r. otrzymał tytuł magistra. Tematem jego pracy, prowadzonej pod kierunkiem prof. Antoniego Basińskiego był rozkład katalityczny chlorowanych alkenów.
Zainteresowanie a później fascynacja polimerami zaczęła się od pobytu w Instytucie Włókien w Łodzi, stworzonym wtedy z inspiracji dr Marka Wajnryba. Późniejsza, ośmioletnia praca w zespole prof. Aleksandra Jabłońskiego, znanego fizyka i specjalisty w dziedzinie luminescencji i optyki molekularnej, w Katedrze Fizyki Doświadczalnej UMK, dała Marianowi Kryszewskiemu solidne podstawy wiedzy fizycznej. Jego praca doktorska, obroniona w 1955 r. dotyczyła wyznaczenia absolutnych stałych szybkości reakcji fotopolimeryzacji bromku winylu.

### Od doktoratu do profesury
Marian Kryszewski odbył staż podoktorski w latach 1956–1957 w Centre de Researches sur les Molecules at Macromolecules, w Strasburgu (Francja), gdzie pracował pod kierunkiem prof. Henri Benoit nad roztworami polimerów i polimerami w fazie skondensowanej.
W 1958 r. po powrocie do kraju został mianowany docentem w katedrze Fizyki Doświadczalnej UMK. W tym samym roku przeniósł się do Łodzi po zaproszeniu przez władze Politechniki Łódzkiej do objęcia stanowiska kierownika Katedry Fizyki na Wydziale Chemicznym tej uczelni. Katedrą tą kierował do roku 1968. Równolegle w latach 1960–1961 Kryszewski pracował w Brooklyn Polymer Institute wspólnie z Hermanem Markiem i G.Osterem.
W 1966 r. uzyskał tytuł profesora nadzwyczajnego, a w 1972 r. profesora zwyczajnego.

### Po otrzymaniu tytułu profesora
W 1970 r., po śmierci prof. Stanisława Chrzczonowicza, Marian Kryszewski objął kierownictwo Zakładu Polimerów Ministerstwa Oświaty i Szkolnictwa Wyższego oraz Polskiej Akademii Nauk w Łodzi, która funkcjonowała w murach Politechniki Łódzkiej. Wcześniej profesor Kryszewski kierował w tym zakładzie Pracownią Fizyki Polimerów.
W 1972 r. z inicjatywy Mariana Kryszewskiego i profesora Jana Michalskiego utworzone zostało Centrum Badań Molekularnych i Makromolekularnych PAN, w skład którego wszedł również wcześniej wspomniany Zakład Polimerów. Profesor Kryszewski pełnił w CBMiM PAN przez długie lata obowiązki dyrektora naukowego oraz kierownika Zakładu Fizyki Polimerów. CBMiM PAN wkrótce stało się znanym i liczącym się w świecie ośrodkiem badań nad polimerami. Przechodząc do pracy w placówce Polskiej Akademii Nauk prof. Kryszewski nie zerwał kontaktów z Politechniką Łódzką, gdzie nadal kierował Zespołem Fizyki Polimerów w Instytucie Polimerów na Wydziale Chemicznym, aż do przejścia na emeryturę w roku 1995.
W 1976 r. został członkiem korespondentem, a w 1989 r. członkiem rzeczywistym PAN.
Pochowany na cmentarzu komunalnym Doły w Łodzi.

## Dorobek naukowy
Zainteresowania naukowe prof. Kryszewskiego i jego grup badawczych w CBMiM PAN i w Politechnice Łódzkiej skoncentrowały się na szerokim spektrum problemów z dziedziny struktury i właściwości polimerów w fazie skondensowanej. M.in.:
- właściwości mechanicznych, rozproszenia światła, morfologii i struktury krystalicznej polimerów i mieszanin polimerów
- właściwości elektryczne dielektryków, półprzewodników, fotoprzewodników, przewodników i nadprzewodników organicznych
- mechanizmy generacji ładunków elektrycznych i ich transportu w cienkich warstwach polimerów nanoszonych na powierzchnie metodami plazmowymi
- degradacja termiczna i fotodegradacja polimerów.

### Polimery przewodzące
Osiągnięciem profesora Kryszewskiego i jego współpracowników z Zakładu Fizyki Polimerów w Politechnice Łódzkiej było opracowanie nowej klasy polimerowych materiałów przewodzących z użyciem organicznych kryształów molekularnych. Te nowe materiały kompozytowe zawierające jedynie niewielką domieszkę substancji organicznej na poziomie dziesiątych części procentu wykazują wysokie przewodnictwo prądu elektrycznego i charakteryzują się bardzo dobrymi właściwościami mechanicznymi oraz przeźroczystością.
Kompozyty takie zespół Kryszewskiego otrzymał na drodze kontrolowanej krystalizacji domieszki w matrycy polimerowej w postaci kryształów tworzących ciągłą przewodzącą sieć, stąd nazwa tych materiałów „siateczkowato-domieszkowane” (ang.: reticulate-doped). Dalsze badania nad polimerami siateczkowato-domieszkowanymi w obu zespołach kierowanych przez Kryszewskiego: w CBMiM PAN i w Politechnice Łódzkiej, a także w zagranicznych instytutach w ramach współpracy doprowadziły do otrzymania kilku odmian tych materiałów charakteryzujących się np. bardzo wysoką anizotropią przewodnictwa elektrycznego czy też przewodnictwem tylko powierzchni materiału. Szczególne zainteresowanie wzbudziły kompozyty siateczkowato-domieszkowane wykazujące przewodnictwo metaliczne, a nawet przejście do stanu nadprzewodnictwa.
Kompozyty siateczkowato-domieszkowane były pierwszymi w historii przewodnikami organicznymi, które zostały wdrożone do produkcji i wprowadzone na rynek (przez firmę Ciba-Geigy). Ukazało się sto kilkadziesiąt publikacji opisujących wyniki badań tej nowej klasy materiałów.

### Badania nad morfologią i krystalizacją polimerów
Od końca lat 60. XX w. Marian Kryszewski wraz z grupą, która potem kontynuowała pracę w CBMiM PAN, zaangażował się w badania morfologii polimerów częściowo krystalicznych i układów wieloskładnikowych oraz jej korelacji z właściwościami mechanicznymi, termicznymi i optycznymi. Działalność tej grupy rozwijała się począwszy od konstrukcji jednych z pierwszych w Polsce laserów, jako niezbędnych do badań źródeł światła, poprzez badania struktury sferolitycznej polimerów wyszukanymi technikami eksperymentalnymi, struktury mieszanin polimerów, właściwości mechanicznych skomplikowanych układów polimerowych, ich modelowania, skurczu termicznego i procesów relaksacji, aż do zjawisk wywołanych krystalizacją w polimerach i ich mieszaninach.
W późniejszym okresie profesor Kryszewski rozpoczął badania nowych układów polimerowych otrzymanych poprzez polimeryzację in situ monomeru dyfundowanego w zestalony polimer, uzyskując nowe materiały na membrany o kontrolowanej przepuszczalności gazów i cieczy.

### Współpraca zagraniczna
Marian Kryszewski wielokrotnie był zapraszany do szeregu znanych ośrodków badań polimerów w charakterze profesora wizytującego – uczyniły to Politechnika w Nowym Jorku, Uniwersytet Claude Bernard w Lyonie, Uniwersytet Kiotyjski, Instytut Maxa Plancka Badań Polimerów w Moguncji, Instytut Techniczny Massachusetts.

## Praca dydaktyczna
Marian Kryszewski rozpoczął pracę jako nauczyciel akademicki w 1947 roku jeszcze na Uniwersytecie Mikołaja Kopernika w Toruniu. Zdobył doświadczenie we wszystkich rodzajach zajęć dydaktycznych od prowadzenia laboratoriów, ćwiczeń i wykładów aż do wykładów monograficznych związanych z różnymi aspektami fizyki polimerów, fizykochemii, fizyki organicznych ciał stałych, mechaniki kwantowej i nauki o materiałach.
W Politechnice Łódzkiej zorganizował ogólne laboratorium fizyczne, specjalistyczne laboratorium z fizyki polimerów i reologii oraz szereg laboratoriów badawczych. Szczególną wagę przywiązywał zawsze do regularnych seminariów naukowych, traktując je jako bardzo ważną formę samokształcenia. Wspólne seminaria obu zespołów kierowanych przez prof. Kryszewskiego, z CBMiM PAN i Politechniki Łódzkiej, odbywają się nadal regularnie w piątki o 14:30, a prof. Kryszewski był ich aktywnym uczestnikiem, pełniąc funkcję kierownika seminarium jeszcze w roku akademickim 2004/2005.
Był promotorem 45 rozpraw doktorskich, w stworzonej przez niego szkole naukowej przygotowano 12 rozpraw habilitacyjnych. Wielu z jego byłych doktorantów zajmuje obecnie stanowiska profesorów w różnych uniwersytetach lub kieruje zespołami naukowymi w akademickich i przemysłowych ośrodkach badawczych w kraju i zagranicą.

## Zaangażowanie w pracę w towarzystwach naukowych
Profesor Kryszewski działał w międzynarodowych towarzystwach naukowych. Był m.in.:
- członkiem rzeczywistym PAN
- członkiem Komitetów Fizyki i Chemii PAN
- członkiem nominowanym Królewskiego Towarzystwa Chemicznego (The Royal Society of Chemistry') w Wielkiej Brytanii (MRSC)
- członkiem Towarzystwa Krzewienia i Popierania Nauk
- członkiem Europejskiego Towarzystwa Fizycznego
- członkiem Papieskiej Rady Nauki

## Nagrody
- 14 nagród naukowych przyznanych przez polskie ministerstwa, PAN i towarzystwa naukowe,
- Medal PTChem im. Marii Curie-Skłodowskiej za wybitne osiągnięcia w chemii fizycznej
- Medal Uniwersytetu Kiotyjskiego
- Nagroda Naukowa miasta Łodzi – przyznana dwukrotnie
- doktorat honoris causa Politechniki Łódzkiej – 1995[3]
- nagroda Convallaria Copernicana przyznana w 2004 r, przez UMK.

## Publikacje
Profesor Marian Kryszewski był autorem lub współautorem ponad 360 artykułów naukowych i 50 artykułów przeglądowych opublikowanych w renomowanych czasopismach o światowym zasięgu, 2 monografii, współedytorem trzech książek naukowych oraz współtwórcą 22 wynalazków opatentowanych w kraju i za granicą. Marian Kryszewski był autorem monografii dotyczącej właściwości elektrycznych układów polimerowych pt. Semiconductive Polymers wydanej w języku angielskim w roku 1980 – jest to jedna z najważniejszych pozycji książkowych w tej dziedzinie.